# Centraal-Servië
Centraal-Servië (Servisch: Централна Србија of Centralna Srbija) is het gedeelte van Servië buiten de autonome provincies Vojvodina en Kosovo. Centraal-Servië is geen bestuurlijke eenheid en valt direct onder de centrale regering in Belgrado.

## Bestuurlijke indeling
Centraal-Servië bestaat uit 17 districten en de hoofdstad Belgrado:
- Belgrado
- Bor
- Braničevo
- Jablanica
- Kolubara
- Mačva
- Moravica
- Nišava
- Pirot
- Podunavlje
- Pomoravlje
- Pčinja
- Rasina
- Raška
- Šumadija
- Toplica
- Zaječar
- Zlatibor

## Bevolking
In 2002 bestond de bevolking uit de volgende groepen:
- Serven = 4.891.031 (89,48 %)
- Bosniakken = 135.670 (2,48 %)
- Roma = 79.136 (1,45 %)
- Albanezen = 59.952 (1,10 %)